# 今村俊雄
今村 俊雄（いまむら としお、1979年12月25日 - ）は、元重量挙げオリンピック代表選手で、現在は山梨県を登録地とする（日本競輪選手会新潟支部所属）競輪選手。

## 経歴
山梨県塩山市（現在の甲州市）出身。
塩山中学校に在籍時代、当時日川高校の教諭だった小宮山哲雄から勧誘を受け、同高入学と同時に重量挙げを始めた。クラスは62kg級。その後日本大学に進学し、2000年の全日本大学対抗選手権大会では、同級の大学公認記録となる、トータル285kgをマーク。
2002年に(株)高野建設に入社。2004年の第61回全日本ウエイトリフティング選手権大会62kg級を制し、同年のアテネオリンピックへの出場権を得る。アテネオリンピックではトータル270kgを記録し当初12位だったが、3位に入ったギリシャのサバニスがドーピング違反で順位剥奪となったことから、繰り上がって11位となった。
2005年、高校時代の恩師である小宮山がナショナルチームの監督に就任。恩師の指導の下、アテネ五輪の結果に満足していない思いから、2008年開催の北京オリンピックでの捲土重来を期した。しかし、2008年の全日本選手権を制したものの、その後行われたアジア選手権で9位に終わった ことから、北京オリンピック出場を絶たれ、重量挙げ選手としての現役引退を表明。
一方、仮に北京オリンピックに出場できたとしても、重量挙げ選手としては同大会で区切りをつけると同時に、競輪選手への転身を希望していた。その後、日本競輪学校第99期生一般入学（適性）試験を受験。2009年7月17日に同校合格が発表された。同年11月25日に入学。
2010年10月15日、同校を卒業。在校競走成績は89戦16勝で第15位。同年11月1日付で競輪選手登録された。
2011年1月5日、千葉競輪場でデビューし6着。初勝利は同年1月23日のいわき平競輪場。